# HBO Max
HBO Max — американський провідний передплатний сервіс потокового передавання відео на вимогу поверх мережі за підпискою. Пропонуючи винятковий доступ до контенту з бібліотек Warner Bros. Discovery (WBD) платформа є сьомим за кількістю підписників інтернет-медіасервісом потокового відео за запитом в світі, маючи сукупно понад 122 мільйони передплатників. Запущений 27 травня 2020 року в США під назвою HBO Max, згодом перейменований на Max, невдовзі після чого знов ребрендований назад у HBO Max, сервіс розпочав експансію на міжнародні ринки у 2021 році і вже доступний у майже 90 країнах та ще на десятках територій по всьому світу через субліцензії з місцевими мовниками і дистриб'юторами, та зокрема в Україні з 2025 року, в межах платформи Megogo[⇨].
Сервіс побудований на вмісті бібліотек відеоконтенту флагманських мереж та студій WBD, на чолі з Warner Bros., Discovery, CNN, Cartoon Network, Adult Swim, Animal Planet, TBS, TNT та іншими робить акцент на прем'єрні оригінальні програми під маркуванням Max Originals, програми платного телевізійного сервісу HBO а також пропонує контент, придбаний за угодами зі сторонніми бібліотеками (наприклад, з кіностудіями щодо прав на платне телебачення) або угодами про спільне виробництво (включаючи, серед іншого, угоди з BBC Studios та Sesame Workshop).
HBO Max, запущений як зміна для HBO Now, попереднього сервісу потокового відео за передплатою з контентом HBO, та HBO Go, стримінгової платформи у форматі TV Everywhere для абонентів платного телебачення HBO, був створений як потоковий сервіс від компанії Home Box Office, Inc., колишнього підрозділу платного телебачення WarnerMedia який тепер є частиною новосформованого підрозділу Warner Bros. Discovery Streaming & Studios і в свою чергу формує програмну сітку, відповідає за вміст та наповнення HBO Max як ключового напрямку діяльності компанії. У Сполучених Штатах абоненти HBO Now та платного телебачення HBO були переведені на HBO Max без додаткової плати, за умови наявності та підтримки пристроїв. HBO Max також витіснив потоковий компонент сервісу DC Universe від DC Entertainment, а його оригінальні серіали були перенесені на HBO Max під брендинг Max Originals.
За даними AT&T, HBO та HBO Max мали разом 69,4 мільйони платних передплатників у всьому світі станом на 30 червня 2021 року, включаючи 43,5 мільйон передплатників HBO Max у США, 3,5 мільйонів абонентів HBO лише в США (переважно комерційні клієнти, такі як готелі), і 20,5 мільйони передплатників HBO Max або HBO окремо в інших країнах. На кінець 2021 року у HBO та HBO Max було 73,8 мільйона платних передплатників у всьому світі. Наприкінці першого кварталу 2022 року HBO та HBO Max мали 76,8 мільйона передплатників у всьому світі.
Після злиття WarnerMedia з Discovery, Inc. у квітні 2022 року, в результаті якого утворилася Warner Bros. Discovery, HBO Max є одним із двох флагманських стримінгових сервісів об'єднаної компанії, разом з Discovery+ (який в основному зосереджений на документальних та реаліті -програмах від брендів Discovery Communications). Спочатку WBD оголосила про плани об'єднання HBO Max та Discovery+ у 2023 році, але зрештою компанія вирішила зберегти Discovery+. Натомість компанія вирішила перевинайти HBO Max, скоротивши назву до «Max» і під виглядом нового сервісу він був запущений у Сполучених Штатах 23 травня 2023 року, у Латинській Америці та Карибському басейні 27 лютого 2024 року, а в Європі 21 травня 2024 року, представивши перероблений інтерфейс користувача та додавши більше контенту із бібліотек Discovery. Ребрендинг також було застосовано до Нідерландів, Польщі, Франції та кількох інших регіонів у 2024 році. У Бельгії та Нідерландах назву «HBO Max» було збережено з новим логотипом Max. Станом на травень 2025 року, Discovery+ та Max досягли загальної кількості передплатників у 122,3 мільйона. 14 травня 2025 року було оголошено, що брендинг HBO Max повернеться в середині 2025 року; платформа знову стала HBO Max 9 липня 2025 року.

## Історія

### Оригінальний брендинг HBO Max
10 жовтня 2018 року WarnerMedia оголосила про запланований запуск потокового сервісу OTT наприкінці 2019 року, який представлятиме контент від її розважальних брендів. Початковий план послуги передбачав створення трьох цінових рівнів із запуском наприкінці 2019 року. Рендалл Л. Стівенсон, голова правління та генеральний директор AT&T, материнської компанії WarnerMedia, заявив у середині травня 2019 року, що новостворений сервіс використовуватиме бренд HBO та буде пов'язаний із кабельними операторами, оскільки абоненти кабельного телебачення HBO матимуть доступ до потокового сервісу. На той час очікувалося, що бета-версія вийде в четвертому кварталі 2019 року, а повний запуск – у першому кварталі 2020 року.
У травні 2019 року Otter Media була передана від Warner Bros. до WarnerMedia Entertainment для управління стримінговим сервісом, оскільки Бред Бентлі, виконавчий віце-президент і генеральний менеджер з розвитку прямих продажів споживачам, залишив посаду після шести місяців роботи. Енді Форсселл перейшов з посади головного операційного директора Otter на заміну Бентлі на посаді виконавчого віце-президента та генерального менеджера, залишаючись підпорядкованим генеральному директору Otter Тоні Гонсалвесу, який керував розробкою.

Попередній логотип сервісу, що так і не був офіційно використаний, з класичним логотипом HBO в закругленій коробці та градієнтним заповненим "Max" нижче із перебільшеним "X", був представлений 9 липня 2019 року та скасований 29 жовтня того ж року

9 липня 2019 року WarnerMedia оголосила, що новий потоковий сервіс називатиметься HBO Max і запуститься навесні 2020 року, тоді як заснована Різ Візерспун компанія Hello Sunshine і Грег Берланті підписали угоди про виробництво контенту для сервісу. (Назва «Max» використовується спільно з дочірнім лінійним платним телевізійним сервісом HBO Cinemax,  який із середини 1980-х років використовував суфікс назви по черзі і активно використовував її у своєму брендингу з 2008 по 2011 рік). 

Початковий логотип HBO Max був створений Trollbäck+Company і використовувався з 29 жовтня 2019 року по 22 травня 2023 року у Сполучених Штатах та за їх межами до 11 червня 2024 року

У вівторок 29 жовтня 2019 року вдень, після року галасу та очікування AT&T провела довгоочікувану презентацію HBO Max для ключових інвесторів на студії Warner Bros. у Бербанку, Каліфорнія, із нагоди якої водонапірна вежа Warner Bros. була покрита новим логотипом HBO Max, а на медіа-заході було оголошено, що запуск сервісу заплановано на травень 2020 року.
8 січня 2020 року AT&T оголосила, що ексклюзивний для підписників телевізійних провайдерів, що належать AT&T канал Audience, таких як DirecTV, з деякими оригінальними програмами, припинить свою роботу 22 травня, зрештою перейшовши на спеціальний канал для HBO Max. 5 лютого 2020 року Warner Bros. та HBO Max оголосили про створення кінолейблу Warner Max, який, починаючи з 2020 року, випускатиме від восьми до десяти середньобюджетних фільмів на рік для HBO Max. 20 квітня 2020 року WarnerMedia оголосила 27 травня датою запуску HBO Max. Пізніше того ж року, 23 жовтня, було оголошено, що WarnerMedia вирішила об'єднати лейбл Warner Max у Warner Bros. Pictures Group після того, як її голова Тобі Еммеріх та його команда розробників і продюсерів на чолі з Кортні Валенті з Warner Bros. Pictures, Річардом Бренером з New Line та Волтером Хамадою (який контролює фільми, що базуються у Вашингтоні), були призначені для управління всім кіновиробництвом компанії, як кінотеатральними, так і потоковими релізами.

### Епоха Warner Bros. Discovery
У липні 2022 року в рамках скорочення витрат і стратегічного кроку після злиття Discovery, Inc. з WarnerMedia для створення Warner Bros. Discovery повідомлялося, що HBO Max припинив розробку нових оригінальних серіалів у Центральній Європі, Північній Європі, Нідерландах і Туреччині, а також видалив вибрані міжнародні серіали з платформи по всьому світу. Повідомлялося, що Франція та Іспанія були значною мірою виключені з цих скорочень через французькі правила, що вимагають від потокових служб виробляти вітчизняний контент, а іспаномовний контент привабливий для широкого кола ринків, що обслуговуються HBO Max. Зі скасуванням продовження Хронік Гордіти пізніше того ж місяця було повідомлено, що сервіс також припиняє розробку ігрових дитячих та сімейних програм.
3 серпня 2022 року було повідомлено, що кілька фільмів Max Original і серіалів HBO було непомітно видалені з сервісу без попереднього повідомлення в рамках скорочення фільмів для прямого потокового передавання. Потім компанія списала фільми та серіали, які мали низькі показники в сервісі. Також вважалося, що певну роль відіграло уникнення оплати залишків. Це сталося після новин, які з'явилися напередодні, про скасування майже завершених майбутніх фільмів Max Original Бетгерл та Скубі-ду: Святкове переслідування. Під час телефонної конференції з питань прибутків наступного дня генеральний директор WBD Девід Заслав заявив, що компанія скоротить дитячі програми та зосередиться на театральних фільмах, а не на релізах для прямого потокового перегляду.
Пізніше того ж місяця з сервісу потокового передавання було вилучено більше програм, включаючи анімаційні та несценарні серіали, такі як Не надто пізнє шоу з Елмо, Останній Космос, Острів літнього табору, Нескінченний поїзд, Досить близько, більшість контенту з Cartoon Network та Adult Swim, повний комплект оригінальних мультфільмів Looney Tunes та Merrie Melodies, та майже 200 епізодів Вулиці Сезам, серед іншого, що викликало бурхливу негативну реакцію з боку шанувальників, критиків, акторів і творців. 24 серпня 2022 року оригінальні фільми HBO Max Домашня вечірка (який було знято з показу всього за 17 днів до виходу) і Повстання зловісних мерців були перенесені на кінотеатральний прокат. Пізніше у 2023 році WBD уклав ліцензійні угоди з безкоштовними сервісами потокового телебачення з підтримкою реклами (FAST) The Roku Channel (компанії Roku, Inc.) і Tubi (компанії Fox Corporation); угода охоплює понад 2000 годин бібліотечних програм, деякі з яких були шоу, вилученими з HBO Max.
У своєму звіті про прибутки за третій квартал у листопаді 2022 року WBD заявила, що об'єднаний сервіс тепер планує запуститися в США «весною 2023 року», випереджаючи початковий графік. Перретт також заявив про потенційне підвищення ціни на безрекламний рівень HBO Max у 2023 році, пояснивши це як «можливість, особливо в нинішніх умовах». Пізніше 12 січня 2023 року було оголошено про підвищення ціни на тарифний план без реклами в США, у результаті чого ціна піднялася на 1 долар США до 15,99 доларів США на місяць (цей крок не вплине на річний план), що одразу почне діяти для нових передплатників, тоді як для поточних передплатників підвищення цін заплановано на 11 лютого 2023 року.

### Ребрендинг на Max
14 березня 2022 року, після того як акціонери Discovery схвалили злиття з WarnerMedia, фінансовий директор Discovery Гуннар Віденфельс заявив, що компанія планує зрештою об'єднати HBO Max із власним потоковим сервісом Discovery+. Віденфельс заявив, що цей процес, швидше за все, розпочнеться з об'єднання двох сервісів як короткострокового варіанту з довгостроковою метою зрештою об'єднати сервіси в одну платформу.
Під час телефонної конференції про прибутки в серпні 2022 року керівник відділу глобального потокового мовлення та інтерактивних послуг WBD Джей Бі Перретт повідомив, що Discovery+ та HBO Max об'єднаються «наступного літа», причому об'єднаний сервіс спочатку буде запущено у Сполучених Штатах, а на інших ринках — з кінця 2023 року. Анонсуючи об'єднану послугу, Заслав не одразу вказав, чи буде вона й надалі мати у назві бренд HBO; він заявив, що HBO є однією з «найвеличніших перлин компанії» і «завжди буде маяком і найкращим брендом, який виступає за найкращу якість телебачення». На початку грудня 2022 року CNBC через внутрішні джерела повідомила, що розглядаються кілька імен, зокрема просто Max.
У лютому 2023 року Заслав повідомив під час телефонної конференції про прибутки, що WBD офіційно анонсує послугу 12 квітня. Він також оголосив, що WBD не закриватиме Discovery+ а продовжить його експлуатацію паралельно з новим сервісом, заявивши, що він прибутковий та абоненти «дуже задоволені пропозицією продукту». За день до запланованого анонсу The New York Times підтвердила, що послуга називатиметься Max і що вона збереже існуючі ціни HBO Max і буде доступна в кількох цінових рівнях протягом шести місяців (5 грудня його застарілий рівень без реклами буде видалено, а колишні користувачі цього рівня перейдуть на рівень з підтримкою реклами після цієї дати). Раніше того ж року WBD придбала доменне ім'я max.com у компанії Max International, що займається виробництвом харчових добавок за 1,8 мільйона доларів.

Оновлений логотип був розроблений DixonBaxi та уперше представлений 12 квітня 203 року і повноцінно розгорнутий 23 травня 2023 року

WBD офіційно представила Max 12 квітня, анонсувавши запуск в США 23 травня, а в інших регіонах протягом 2023 та 2024 років. Хоча новий сервіс зберігає схожі ціни з HBO Max, підтримка відео у роздільній здатності 4K та Dolby Atmos стала ексклюзивною для нового рівня «Ultimate», а тарифний план без реклами також був скорочений з чотирьох одночасних потоків до двох. Окрім усіх релізів Warner Bros. Pictures, починаючи з 2023 року, WBD планує розмістити на Max більше фільмів та телесеріалів з бібліотеки у форматі 4K.
Перретт пояснив, що бренд HBO було вилучено з назви сервісу, щоб його можна було асоціювати з оригінальними програмами як бренд контенту на Max, а не пов'язувати з усією його бібліотекою, яка включала дитячі та сімейні програми, що суперечить традиційному асоціюванню HBO з орієнтованими на дорослих преміальними програмами. Логотип Max був розроблений британським агентством DixonBaxi та включає елементи логотипів HBO та Warner Bros., зокрема літеру «а» з крапкою по центру, що нагадує літеру «О» з логотипу HBO, а також літери «m» та «x», що містять криві лінії, засновані на логотипі Warner Bros. у вигляді щита. Сервіс також змінив свій корпоративний колір з фіолетового на синій, віддаючи шану історичному використанню синіх логотипів Warner Bros. та щоб відобразити цінність «преміального, але доступного».
Ребрендинг було супроводжувано під слоганом «Той, за яким варто стежити». Пато Спаньолетто, головний маркетинговий директор Warner Bros. Discovery Streaming, назвав цю кампанію найбільшими маркетинговими витратами в історії компанії. Акції WBD впали майже на шість відсотків після оголошення про сервіс. Протягом перших 3 місяців після ребрендингу на Max, WBD втратила 1,8 мільйонів підписників на своїх платформах, пояснюючи це міграцією підписників між Max та Discovery+, а також очікуваним відтоком. У листопаді 2023 року повідомлялося, що WBD втратила 2,5 мільйони передплатників протягом шести місяців, в результаті чого їх акції впали на 19%.
У травні 2024 року WBD оголосила про партнерство з Disney Streaming, щоб запропонувати пакет Max з Disney+ та Hulu у Сполучених Штатах. Він був запущений 25 липня 2024 року за ціною 16,99 доларів США на місяць для підписки з рекламою та 29,99 доларів США на місяць для підписки без реклами.

### Повернення до брендингу HBO Max

Оновлений чорно-білий логотип був повноцінно розгорнутий всюди з 30 березня 2025 року

У лютому 2025 року Max провів ребрендинг у рамках свого запуску в Австралії, змінивши корпоративні кольори з синього на монохромний; ЗМІ зазначали, що цей дизайн (у якому використовуються срібні або чорні логотипи) більше нагадує брендинг самого HBO. Ребрендинг було запущено по всьому світу 30 березня 2025 року.

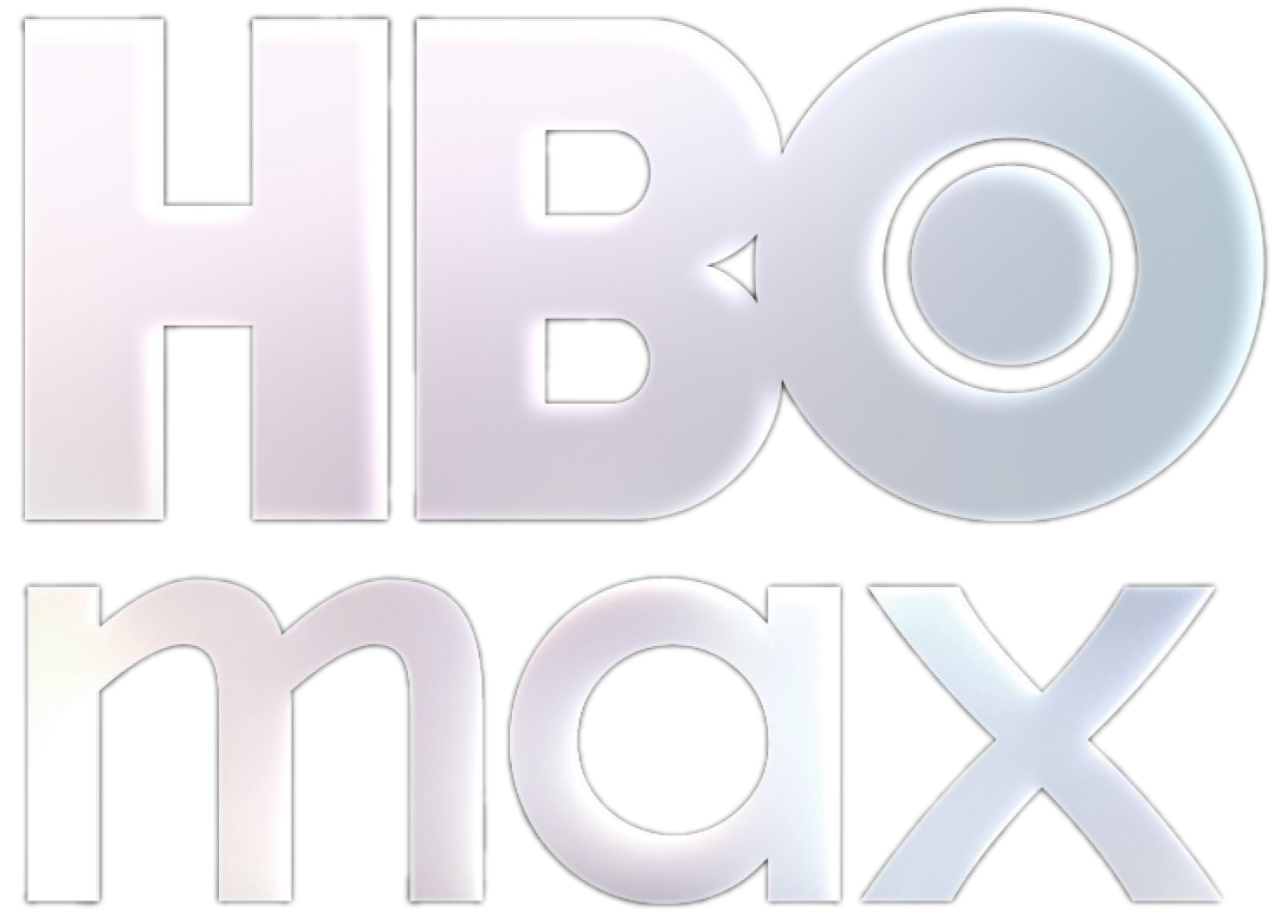
Оновлений логотип HBO Max, вперше представлений 14 травня 2025 року в стриманій, мінімалістичній гаммі в стилі класичного логотипу HBO, включає білий текст на темному фоні, де "max" у сучасному геометричному шрифті, схожому на спрощену версію логотипу попередніх років, проте без всередині «a» (яка раніше нагадувала крапку в «O» логотипу HBO) для гармонії та балансу

14 травня 2025 року, під час своєї презентації, WBD оголосила про плани глобально перейменувати сервіс назад на «HBO Max» пізніше цього року. Заслав пояснив, що «потужне зростання, яке ми спостерігаємо в нашому глобальному стримінговому сервісі, побудоване на якості наших програм». Генеральний директор HBO та Max Content Кейсі Блойс додав, що бренд HBO «чітко заявляє про нашу неявну обіцянку надавати контент, який визнається унікальним і, як ми завжди казали в HBO, вартий того, щоб за нього платити». 10 червня 2025 року стало відомо, що сервіс розширить свій глобальний доступ до 12 країн Східної Європи та Центральної Азії, використовуючи брендинг «HBO Max».
19 червня 2025 року, компанія Megogo несподівано оголосила що відкриває доступ до підбірки культових серіалів, телепередач та фільмів платформи HBO Max для українських глядачів у передплаті. Компанія назвала таку довгострокову співпрацю з Warner Bros. Discovery першим партнерством з запуску HBO Max в Україні. Оновлений логотип HBO Max вперше був використаний офіційно для маркування.
8 липня 2025 року Variety з посиланням на власні джерела повідомило що ребрендинг HBO Max дебютує по усьому світу в середу, 9 липня 2025 року. У день ребрендингу в виданні зауважили що соціальна мережа X, раніше відома як Twitter стала чинити опір у намаганні HBO Max повернутися до імені користувача @hbomax, про що публічно оголосив обліковий запис @StreamOnMax, який вже переніс свої дописи пів нове колишнє ім'я в Instagram, Facebook, YouTube, TikTok, Snapchat, Pinterest, LinkedIn.

## Тарифні плани
| Назва тарифу   | Помісячна вартість | Річна вартість | Особливості      | Особливості         | Особливості | Особливості | Особливості | Особливості | Примітки      |
| Назва тарифу   | Помісячна вартість | Річна вартість | Одночасні потоки | Офлайн-завантаження | HD          | 4K          | HDR         | Dolby Atmos | Примітки      |
| -------------- | ------------------ | -------------- | ---------------- | ------------------- | ----------- | ----------- | ----------- | ----------- | ------------- |
| Basic with Ads | $9.99              | $99.99         | 2                | Ні                  | Так         | Ні          | Ні          | Ні          | [ 73 ] [ 74 ] |
| Standard       | $16.99             | $169.99        | 2                | 30                  | Так         | Ні          | Ні          | Ні          | [ 73 ] [ 74 ] |
| Premium        | $20.99             | $209.99        | 4*               | 100                 | Так         | Так         | Так         | Так         | [ 73 ] [ 74 ] |

Існуючі передплатники HBO Max зберегли свої поточні функції плану протягом щонайменше 6 місяців, після цього періоду всі застарілі клієнти без реклами були переведені на рівень без реклами (зараз називається стандартним рівнем) (існуючі підтримувані рекламою глядачі були переміщені на рівень ad lite, який тепер називається базовим з рівнем рекламою).
Примітка:
* Під час потокового передавання спортивних подій кількість одночасних потоків залишається на рівні 2 незалежно від плану (і лише для стандартних та преміум-планів).

## Управління
HBO Max був створений у рамках розважального підрозділу WarnerMedia Entertainment, який тоді очолював Роберт Грінблат. Кевін Рейлі, президент WarnerMedia Entertainment Networks, до складу якої входила більшість розважальних каналів компанії, що фінансуються рекламою,таких як TBS, TNT і TruTV, також отримав посаду директора з контенту HBO Max, відповідального за ексклюзивні оригінальні програми HBO Max і бібліотечний контент. Енді Форсселл був призначений виконавчим віце-президентом і генеральним менеджером сервісу, але все ще підпорядковувався генеральному директору Otter Media Тоні Гонкалвесу, який керував розробкою. Кейсі Блойс, програмний президент HBO, зберіг нагляд за основною послугою HBO, але спочатку не брав участі в ексклюзивних програмах Max Original.
7 серпня 2020 року WarnerMedia оголосила про значну реструктуризацію під керівництвом нового президента Джейсона Кілара, яку він описав як «підготовку до цього великого моменту змін» у напрямку прямих послуг безпосередньо споживачам. У результаті Грінблатт і Рейлі залишили компанію. WarnerMedia Entertainment було розпущено, а програмні операції об'єднали з Warner Bros. у нову групу Studios and Networks під керівництвом генерального директора цієї студії Енн Сарнофф. Блойс отримав повний нагляд за програмуванням HBO та HBO Max, а також інші попередні обов'язки Рейлі, підпорядковуючись Сарноффу. Форсселл став керівником нового операційного підрозділу HBO Max, підпорядковуючись безпосередньо Кілару. 23 квітня 2021 року команди розробки анімації для дорослих Adult Swim і HBO Max об'єдналися під керівництвом Сюзанни Маккос.
15 серпня 2022 року WBD реорганізувала HBO, що призвело до звільнень у відділах несценарних оригінальних фільмів HBO Max, сімейних ігривих оригінальних програмах, міжнародних оригінальних програмах і кастинг-підрозділах (у HBO ніколи не було власного відділу кастингу). Маккос також почав звітувати перед керівником комедії HBO Емі Гревітт.

## Програмування
HBO Max містить прем'єрний і бібліотечний контент від HBO та інших кіно- та телестудій і брендів Warner Bros. Послуга також включає фільми, доступні через існуючі права платного телебачення HBO, отримані від Warner Bros. Pictures.
Як і на інших стримінгових платформах HBO, HBO Go та HBO Now (але на відміну від додаткових сервісів на Prime Video Channels, YouTube Primetime Channels та, до його видалення з цієї платформи у 2021 році, Apple TV Channels), HBO Max спочатку не включав стрічки лінійних кабельних каналів HBO, а також будь-який вміст від Cinemax. Хоча Cinemax ділиться своїм вмістом фільмів із лінійним каналом HBO, і тому більшість фільмів у об'єднаній бібліотеці буде на обох службах у різних вікнах, ці фільми не обов'язково будуть доступні на HBO Max і Cinemax одночасно.

### Постачальники контенту
Перші та сторонні постачальники контенту для Max. Зірочка (*) позначає третіх осіб, а хрестик (†) позначає колишніх постачальників.
- 9 Story Media Group*
- A24*[90]
- ABS-CBN Studios*
- AMC Networks*
- Adult Swim
- American International Pictures*
- All3Media*[91]
- Animal Planet
- Amazon MGM Studios*
- Asian Food Network
- Ay Yapım*
- Bad Robot Productions*[81]
- BBC Studios*
- Big Idea Entertainment*
- Boomerang
- Cartoon Network
- Cartoonito[83][92]
  - Sesame Workshop*[e][93][94]
- Castel Film Romania*
- Castle Rock Entertainment[83]
- Cinemax
- CJ ENM*
- Comedy Central*[83]
- Constantin Film*
- Cooking Channel
- CNN Films
- The Criterion Collection*
- The CW[83]
- DC Entertainment[83]
- Destination America
- Discovery Channel
- Discovery Family/Kids
- Discovery Life
- Edko Films*
- Elevation Pictures*
- Emtek*
- Entertainment One*
- Eurosport
- Erler Film*
- Fifth Season*
- Five Star Production*
- Food Network
- GKIDS*[83][95]
- GMA Entertainment Group*
- GMM Grammy*
- Gravitas Ventures*
- Hanna-Barbera
- HBO[83]
- Hello Sunshine*
- Hasbro Entertainment*
- HGTV
- HLN
- ITV Studios*
- Illumination*
- ImageMovers*
- Investigation Discovery
- Lionsgate Films*
- Magnolia Network
- Mattel Television*
- Media Asia*
- Mediacorp*
- MediaPro Pictures*
- Mei Ah Entertainment*
- Metro-Goldwyn-Mayer*
- MGM+ Studios*
- MNC Media*
- MotorTrend[96]
- MQ Studios*
- NBCUniversal*
- NFB Productions*
- New Line Cinema[83]
- Next Entertainment World*
- Nine Entertainment*
- Nordisk Film*
- Oprah Winfrey Network
- Orion Pictures*
- Paramount Pictures*
- Pathé*
- Rapi Films*
- Regal Entertainment*
- Rooster Teeth*[83]
- RS Group*
- Saban Films*
- Sahamongkol Film International*
- Seven West Media*
- Science Channel
- SF Studios*
- Shochiku*
- Shout! Studios*
- Showbox*
- Sky*[97]
- SLL*
- Sony Pictures*[98]
- StudioCanal*
- Studio Ghibli* (через GKIDS у США)[83]
- TBS[83]
- Teletoon*[83]
- TelevisaUnivision*
- TF1 Group*
- TLC
- TNT[83]
- Toei Company*
- Toho*
- Trans Media*
- Travel Channel
- TruTV[83]
- Turner Classic Movies[83]
- Turner Entertainment[83]
- TV Globo* (тільки Латинська Америка та Карибський басейн, крім Бразилії)[99] †
- United Artists*
- Universal Pictures*
- Viva Communications*
- Warner Bros.[83] (за винятком вмісту від Warner Bros. Japan, яка ліцензувалаNetflix and Crunchyroll)
- Wizarding World

### Max Originals
Оригінальний контент, що створюється, випускається під брендом Max Originals у більшості регіонів та HBO Max Originals на деяких територіях, включаючи серіали, фільми та спеціальні випуски. Оригінальний епізодичний контент виходить щотижня, уникаючи формату «бенджу», популярного завдяки Netflix. Кевін Рейлі заявив, що це зроблено для того, щоб гарантувати, що оригінальні передачі залишатимуться в центрі уваги протягом тривалого часу, дозволяючи цим шоу «дихати», а не «швидко зникати після запою та перегорання». Він також зазначив, що тижневий розклад допоміг досягти успіху минулих шоу HBO, таких як Спадкоємці та Чорнобиль, які вони створили спільно зі Sky UK, і стали хітами саме завдяки своїй тривалості перегляду.
На перший рік було заплановано 31 оригінальний телевізійний серіал, а наступного року планувалося збільшити кількість до 50, але терміни виробництва були перервані через пандемію COVID-19. HBO Max також має подкасти про фільми та серіали на сервісі. Він також випускає оригінальні подкасти ексклюзивно для сервісу, першим з яких є Batman: The Audio Adventures.

### Синдикація
Нові телесеріали виробництва Warner Bros. Television, прем'єри яких відбулися на CW із сезону 2019–2020 років, починаючи з Бетвумен, Ненсі Дрю та Кеті Кін (продовження якого було скасовано в липні 2020 року) були розміщені на HBO Max приблизно через місяць після виходу фінального сезону на телебаченні (права на трансляцію існуючих серіалів залишаються за Netflix згідно з існуючою угодою). Хоча спін-офф Всеамериканського, Всеамериканський: Повернення додому, прем'єра якого якого відбулася на CW у 2022 році, був розміщений на Netflix разом із початковим серіалом. 9 липня 2019 року HBO Max придбав права на трансляцію серіалу Друзі в США за 425 мільйонів доларів США, а 17 вересня 2019 року було придбано права на трансляцію в США Теорії великого вибуху в рамках угоди, яка також розширює права TBS поза мережею на серіал до 2028 року.

### Набуті права
За межами Warner Bros. Discovery сервіс також пропонує контент The Criterion Collection і має довгострокове партнерство з BBC Studios (з якою HBO раніше співпрацював для створення серіалу Темні матерії). Понад 700 епізодів вмісту BBC були доступні на момент запуску, включаючи перші 11 сезонів відродження Доктора Хто 2005 року, а також наступні сезони з дванадцятого по чотирнадцятий, і низку інших шоу, зокрема «Честна жінка», Лютер, Top Gear та оригінальну британську версію Офісу. Крім того, майбутні шоу BBC Studios будуть створені спільно з HBO Max.
HBO також розширив своє існуюче партнерство з Sesame Workshop, перемістивши їх контент на передній план пропозиції HBO Max. Вибрані епізоди з усіх п'ятдесяти сезонів Вулиці Сезам (починаючи з 1969 року) вперше доступні для трансляції на сервісі. Крім того, майбутні сезони Вулиці Сезам транслюватимуться ексклюзивно на Max до 2025 року, разом із Есме та Роєм і кількома новими спін-оффами, починаючи з Не надто пізнього шоу з Елмо, Вулиця Сезам: Будівельники механізмів і Монстр наприкінці цієї історії. 8 березня 2022 року WarnerMedia та Sesame Workshop оголосили про вихід низки нових анімаційних проєктів у рамках блоку для дошкільнят Cartoonito на HBO Max та Cartoon Network, зокрема Павутиння Шарлотти та Блок Бі, а також спеціальну анімацію Вулиця Сезам: Лускунчик. Крім того, нові епізоди до початку 53-го сезону Вулиці Сезам і дочірніх випусків будуть доступні для потокової трансляції на HBO Max у вибраних азійських територіях, утримуючи права на придбання другого випуску замість PBS, більше, ніж новий перший випуск для Cartoon Network.
Max отримав права на трансляцію кількох серіалів Comedy Central, зокрема Південний парк, Аквафіна: Нора з Квінса, Саут Сайд та Інші двоє; причому два останні стали оригінальними серіалами Max Original.
У листопаді 2021 року HBO Max придбав права на теленовели та серіали Globo для Латинської Америки та Карибського басейну за межами Бразилії.
У лютому 2022 року Sony Pictures і WarnerMedia оголосили, що вони продовжать свою угоду на показ фільмів своїх дочірніх компаній в рамках програми платного телебачення в Центральній і Східній Європі, а також бібліотеки телесеріалів Sony Pictures Television Studios, і  включатиме права на трансляцію фільмів на своїх каналах, починаючи з 2022 року, та потокову трансляцію на HBO Max по всій Центральній та Східній Європі.

### Анімація
Сервіс також пропонує багато підбірок анімаційних програм, особливо з бібліотеки Warner Bros. Animation (включаючи франшизу Looney Tunes і продукти Hanna-Barbera, як-от Скубі-Ду, Том і Джеррі та мультфільми Текса Евері) і Cartoon Network разом із Adult Swim. Оригінальні мультсеріали (зокрема спецепілог Часу пригод Далекі землі, Джеллістоун!, Looney Tunes Cartoons, продовження Нескінченного поїзда і Островів літнього табору, а також перезапуск Глушини виробництва Sony Pictures Animation) для обох мережевих розділів також були оголошені для HBO Max і послуга випередила конкурентів, щоб придбати ексклюзивні внутрішні права на трансляцію Південного парку та наступних трьох сезонів за 500 мільйонів доларів США – перші епізоди додаються через 24 години після їх прем'єри на Comedy Central. Rooster Teeth, партнер Otter Media, також надавала контент аж до свого закриття в 2024 році, а другий сезон Gen:Lock став ексклюзивом для HBO Max.

### Після запуску
Усі вісім фільмів із серії фільмів про Гаррі Поттера були доступні для трансляції на службі в день запуску, незважаючи на попередні повідомлення, які вказували на те, що фільми, хоч і створені Warner Bros., не будуть доступні через попередню угоду про права на трансляцію з NBCUniversal. Пізніше було оголошено, що фільми будуть вилучені з HBO Max 25 серпня та доступні на потоковому сервісі Peacock. Однак їх офіційно повернули 1 вересня 2021 року після коригування угоди. 29 травня 2020 року HBO Max придбав ексклюзивні права на трансляцію Юного Шелдона, спін-оффу Теорії великого вибуху.
9 червня 2020 року фільм Віднесені вітром був тимчасово вилучений з бібліотеки HBO Max на тлі протестів Джорджа Флойда після статті сценариста фільма 12 років рабства Джона Рідлі в Los Angeles Times. 25 червня фільм повернувся в оригінальному вигляді з, як запропонував Рідлі, новим вступом від ведучої Turner Classic Movies Жаклін Стюарт, яка обговорює трактування у фільмі громадянської війни в США, епохи Реконструкції та американського рабства африканських народів.
27 червня 2020 року стало відомо, що перші два сезони мультсеріалу Гарлі Квін від всесвіту DC Universe будуть транслюватися на HBO Max. 29 червня 2020 року HBO Max отримав ексклюзивні права на трансляцію серіалу Девід створює людину телемережі OWN. 18 вересня 2020 року було оголошено, що весь вміст DC Universe буде перенесено на HBO Max, включно з оригінальними шоу, такими як Титани і Молода Ліга справедливості, нові сезони яких транслюватимуться ексклюзивно на сервісі. Крім того, Фатальний патруль і Гарлі Квін були продовжені на треті сезони виключно для служби HBO Max.
28 жовтня 2020 року було оголошено, що серіал 1990-х років Пригоди мультяшок буде перезапущено для Cartoon Network і HBO Max як Пригоди мультяшок: Луніверситет із старішими версіями персонажів. Очікується, що Стівен Спілберг повернеться виконавчим продюсером. Шоу було розраховано на два сезони.
У лютому 2021 року було оголошено, що міжнародний дошкільний бренд WarnerMedia Cartoonito буде запущено в Сполучених Штатах через Cartoon Network і HBO Max пізніше в цьому році з планом із 50 проєктів до 2023 року.
У червні 2021 року HBO Max замовила пілотну серію у Джона Веллса та сценариста телесеріалу За законами вовків Метта Кестера для фільму Дорога Ке Нуї — бойовика про команду рятувальників на північному березі Оаху, Гаваї. HBO Max не продовжив роботу над серіалом, натомість Fox замовив серіал під назвою Рятувальники Гаваїв.
У серпні 2021 року Funimation, дочірня компанія Sony, придбала Crunchyroll у AT&T за 1,175 мільярда доларів з наміром створити об'єднаний сервіс, який обслуговує аніме-розваги. 1 січня 2022 року HBO Max видалив центр Crunchyroll, натомість перенаправляючи передплатників на сторінку «глобальної анімації», яка поєднує вибрані аніме з іншими міжнародними анімаційними фільмами. Відтоді служба потроху почала видаляти аніме з лінійки Crunchyroll.
22 листопада 2021 року Disney і WarnerMedia уклали угоду про внесення змін до існуючого контракту HBO з 20th Century Studios, щоб дозволити Disney+ або Hulu і HBO Max розділити права на трансляцію половини фільмів 2022 року від 20th Century Studios і Searchlight Pictures у США протягом періоду платного прокату, причому Щось не так з Роном став першим фільмом за угодою, що доступний як на Disney+, так і на HBO Max від 15 грудня 2021 року. Disney як і раніше матиме повні права на трансляцію будь-яких фільмів 20th Centuris Studios і Searchlight Pictures, створених для Disney+ або Hulu, тоді як угода Disney з WarnerMedia щодо трансляції фільмів 20th Centuris Studios і Searchlight Pictures на HBO Max завершиться в 2022 році, і Disney+ та Hulu переймуть на себе повні права на потокову трансляцію цих фільмів у майбутньому.
15 лютого 2022 року було оголошено, що перші епізоди Південного парку перемістяться на Paramount+, починаючи з 27 сезону в 2024 році, а бібліотека серіалів переміститься з HBO Max на Paramount+ у Сполучених Штатах у 2025 році.
4 серпня 2022 року було оголошено, що вибрані програми Magnolia Network стануть доступними на HBO Max у вересні 2022 року, тоді як Discovery+ залишиться основним потоковим центром цих передач.
7 жовтня 2022 року HBO Max анонсував вихід спеціального епізоду Гарлі Квінн: Дуже проблемний спецвипуск до Дня святого Валентина, прем'єра якого відбулася 23 лютого 2023 року.
З оголошеним ребрендингом HBO Max на Max, WBD анонсувала кілька нових проєктів, включаючи телевізійну адаптацію Гаррі Поттера, прем'єру якої заплановано на сезон 2025–26 років тривалістю у десять років, а також приквел до екранізації Воно від Андреса Мускетті під назвою Ласкаво просимо до Деррі. Також було анонсовано анімаційний серіал Гремліни: Секрети Могваїв та Пригоди мультяшок: Луніверситет, прем'єра якого відбудеться разом з ребрендингом 23 травня 2023 року.
2 жовтня 2024 року WBD поновила свій контракт з професійним промоушеном реслінгу All Elite Wrestling (AEW), додавши цифрові права в Сполучених Штатах на одночасну трансляцію своїх щотижневих телевізійних програм Dynamite та Collision на Max, починаючи з січня 2025 року, а також бібліотечний контент, такий як минулі епізоди та події із оплатою за перегляд (PPV). Пізніше, у 2025 році, передплатникам Max також стане доступна купівля та трансляція PPV-ролики AEW через платформу зі знижкою. Хоча вони й надалі продаватимуться через інші торгові точки та партнерів (таких як телевізійні провайдери), просування буде зосереджено виключно на HBO Max.

#### Project Popcorn: прем'єри Warner Bros. у той же день
Наприкінці 2020 року через пандемію COVID-19 компанія WarnerMedia перенесла два фільми Warner Bros., початково заплановані як великі кінотеатральні релізи, на ексклюзивний або одночасний показ на HBO Max. Відьми вийшли ексклюзивно на HBO Max у США 22 жовтня, а Диво-жінка 1984 дебютувала одночасно в північноамериканських кінотеатрах та на HBO Max 25 грудня, хоча остання спочатку була доступна на сервісі лише протягом місяця. Тижневі безкоштовні пробні версії були припинені в грудні 2020 року.
3 грудня 2020 року було оголошено, що вся лінійка фільмів студії на 2021 рік побачить одночасний прокат у кінотеатрах і обмежений реліз протягом одного місяця на потоковому сервісі, починаючи із Дрібниць 29 січня. Наступними фільмами, випущеними в той же день у кінотеатрах/стримінгу, були Іуда і чорний месія (12 лютого), Том і Джеррі (26 лютого), Ґодзілла проти Конґа (31 березня), Мортал Комбат (23 квітня), Ті, хто бажають моєї смерті (14 травня), Закляття 3: За велінням диявола (4 червня), На висотах Нью-Йорка (10 червня), Космічний джем: Нове покоління (16 липня), Загін самогубців: Місія навиліт (5 серпня), Ремінісценція (20 серпня), Втілення зла (10 вересня), Чоловічі сльози (17 вересня), Багато святих Ньюарка (1 жовтня), Дюна (22 жовтня), Король Річард (19 листопада) і Матриця: Воскресіння (22 грудня). Стандартні вікна релізу застосовувалися до кожного фільму після його початкового потокового релізу обмеженим тиражем на сервісі; після чого HBO Max відновив права на трансляцію вищезгаданих фільмів Warner Bros. після їх відповідних прем'єр у платному телебаченні на лінійній службі HBO в середині або наприкінці 2021 та 2022 року, залежно від запланованого початку їхніх індивідуальних угод щодо показу на HBO.
Це рішення, назване Warner Bros. «Проєктом Попкорн», зустріло негативну реакцію з боку кінематографістів, продюсерських компаній, Гільдії режисерів Америки, Агентства творчих художників і власників кінотеатрів, оскільки Warner Bros. нікого не повідомила про цей план перед оголошенням. Кількість переглядів фільмів була різною: Мортал Комбат переглянули 3,8 мільйона, Закляття 3: За велінням диявола — 1,6 мільйона, а На висотах Нью-Йорка — 693 000 (за даними Samba TV, оскільки WarnerMedia не повідомляє про кількість глядачів у HBO Max).
Warner Bros. тільки на компенсацію акторському складу за перехід на стримінг витратила понад 200 мільйонів доларів; у січні 2022 року Deadline повідомила, що такий бізнес-крок «ніколи більше не повториться, враховуючи його високу вартість».
У березні 2021 року було оголошено, що Warner Bros. припинить випуски в той же день у 2022 році, як частину угоди, яку студія досягла з Cineworld (яка керує мережею Regal Cinemas), і натомість використовуватиме 45-денне вікно ексклюзивного випуску для кінотеатрів. Матриця: Воскресіння був останнім фільмом, випущеним у 2021 році в рамках проєкту «Попкорн». 45-денне вікно випуску для HBO Max використовувалося лише для двох фільмів (Бетмен і Фантастичні звірі: Таємниці Дамблдора), перш ніж у серпні 2022 року стало відомо, що в рамках реструктуризації стратегії дистрибуції фільмів Warner Bros. після злиття WarnerMedia та Discovery, Inc., довжина вікна тепер визначатиметься для кожного фільму індивідуально в кожному окремому випадку.

### CNN Max

Логотип CNN Max

13 серпня 2023 року CNN оголосила про запуск  нового потокового новинного центру на Max з 27 вересня, відомого як CNN Max, який пропонує поєднання оригінальних новинних програм та одночасних трансляцій програм прайм-тайму з американських та міжнародних лінійних мереж CNN. CNN International також доступний через Max у європейських країнах, таких як Франція та Польща.
Раніше, у 2022 році, CNN намагалася запустити окремий сервіс передплати CNN+, але його було закрито майже одразу після завершення злиття WarnerMedia із Discovery через те, що це суперечило меті компанії мати один потоковий сервіс, який би охоплював всі ресурси WBD.
Станом на 30 березня 2025 року Max видалив цю функцію з тарифного плану Basic with ads.

### Спорт
1 березня 2022 року компанія Turner Sports оголосила про восьмирічний контракт на трансляцію домашніх матчів чоловічої та жіночої збірних США з футболу, таких як кваліфікаційні матчі Чемпіонату світу з футболу та міжнародні товариські матчі. Це не стосується заходів ФІФА та КОНКАКАФ, права на трансляцію яких належать Fox, а також виїзних матчів. Було заявлено, що щонайменше половина матчів за сезон будуть ексклюзивними для HBO Max. Перший матч транслювався 17 січня 2023 року.
5 жовтня 2023 року Max оголосив про плани запуску нового спортивного рівня у Сполучених Штатах, який спочатку буде відомий як доповнення Bleacher Report Sports з рекламою. На цьому рівні відтворюватимуться прямі трансляції спортивних подій та студійних шоу від TNT Sports, зокрема матчів Головної ліги бейсболу (MLB), Національної баскетбольної асоціації (NBA), Національної хокейної ліги (NHL) та чоловічого баскетбольного турніру NCAA Division I, а також ексклюзивні матчі та програми з футболу США та вибраний контент на замовлення. 14 грудня 2023 року, на тлі закриття сервісу GCN+, WBD оголосила, що її програмні права будуть об'єднані в спортивному додатку в лютому 2024 року, включаючи Джиро д'Італія та різні тури і заходи Міжнародного союзу велосипедистів.
Сервіс мав бути доступний як безкоштовний попередній перегляд до 29 лютого 2024 року, після чого він мав стати доповненням за 9,99 доларів США до існуючої підписки Max. Однак, через зміни в портфоліо TNT Sports (включаючи неминучу втрату прав на НБА у 2025 році та інші придбання, такі як студентський спорт та міжнародні заходи, як Відкритий чемпіонат Франції з тенісу), запуск спортивного доповнення як платної послуги було відкладено на невизначений термін. 26 лютого 2025 року було оголошено, що доповнення було скасовано в рамках зміни стратегії, і що прямі трансляції спортивних трансляцій будуть доступні без додаткової плати в рамках рівнів «Стандартний» та «Преміум» у Max (як B/R sports on Max). Джей Бі Перретт заявив, що WBD «активно брала участь у дослідженні шляхів розвитку екосистеми розповсюдження спортивних трансляцій в США», і що пропонування спортивного контенту в рамках існуючих тарифних планів було найкращим варіантом для передплатників.

### Eurosport
Подібно до спортивного доповнення Bleacher Report Sports у Сполучених Штатах, спортивний рівень було додано до Max у Європі під час його запуску влітку 2024 року разом із загальноєвропейським спортивним брендом Eurosport. Цей рівень пропонуватиме лінійні канали Eurosport 1 та Eurosport 2, а також висвітлюватиме різні спортивні події, включаючи літні Олімпійські ігри 2024 року, Джиро д'Італія, Вуельту Іспанії та Тур де Франс.

### TNT Sports Premium
9 липня 2024 року Warner Bros. Discovery оголосила, що TNT Sports прибуде на Max у Чилі протягом тижня з 15 липня з інноваційною пропозицією, завдяки якій спортивні фанати зможуть підписатися самостійно або додавши її до доступних планів платформи. Він включатиме прямі трансляції та оригінальний контент.
Додано найважливіші чилійські футбольні змагання, такі як чилійський Primera División, Primera B, Copa Chile та оригінальні програми, серед інших.
З лютого 2025 року контент TNT Sports буде доступний користувачам, які мають підписку на Pack Fútbol у свого кабельного оператора, а також окремо абонентам TNT Sports.

### Пакет Max DAZN
З 24 жовтня 2024 року в Іспанії Max додав новий пакет Max DAZN вартістю 44,99 євро на місяць. На додаток до пакету Sport, який є опціональним для планів Standard та Premium, він включає чотири канали DAZN, а також Eurosport з найкращим спортом, про який тільки можуть мріяти вболівальники.
Ла-Ліга, Абсолітний бійцівський чемпіонат або чемпіонати світу з Формули-1 та MotoGP будуть доступні передплатникам пакету Max DAZN, окрім того, що всі фільми, серіали та документальні фільми на платформі матимуть ті ж переваги, що й у преміум-плані.

## Технології та доступність
На момент запуску HBO Max не підтримував 4K, HDR, Dolby Vision або Dolby Atmos, але підтримка цих технологій була запланована як «частина дорожньої карти продукту HBO Max». Підтримку 4K, HDR і Atmos було додано, починаючи з випуску Диво-жінки 1984 а WarnerMedia пообіцяла додавати більше вмісту в цих форматах протягом 2021 року та пізніше.
Служба забезпечувала підтримку субтитрів під час запуску, але спочатку не підтримувала аудіоопис (AD) для людей з вадами зору. У жовтні 2020 року Американська рада сліпих оголосила, що досягла мирової угоди з WarnerMedia, згідно з якою до кінця березня 2021 року з AD буде доступно щонайменше 1500 годин контенту HBO Max, а до березня 2023 року – щонайменше 6000 годин з іншими вдосконаленнями доступності веб-сайту та програм до вересня 2021 року. Пізніше 26 березня 2021 року HBO Max почав розгортати AD на вибраному контенті.

## Розповсюдження

### Сполучені Штати
Більшість активних передплатників послуги платного телебачення HBO (до якої раніше входив HBO Go) і більшість клієнтів, які були підписані на HBO Now на момент запуску, отримали доступ до HBO Max без додаткової плати, причому всі три послуги, як правило, мали однакові можливості за ціною 14,99 доларів на місяць. Однак цей перехід залежав від того, чи поточний постачальник або оформлювач рахунку клієнта підписав нову угоду про розповсюдження HBO Max із WarnerMedia.
27 травня 2020 року в рамках угоди з Time Warner, яка поновила контракт на постачання послуг для мереж Turner Broadcasting System і передала права на розповсюдження своєї послуги OTT телебачення Sling TV лінійному каналу HBO, Dish Network забезпечила опціон стати партнером з дистрибуції HBO Max після періоду ексклюзивності з Apple. Контент HBO також доступний як преміальний додаток для DirecTV Stream і Hulu за тією ж ціною 14,99 доларів США, що й HBO Max.
Оголошуючи HBO Max, WarnerMedia негайно підтвердила, що передплатники HBO на платформах, що належать AT&T (зокрема AT&T TV, DirecTV, U-verse та AT&T Mobility), отримають HBO Max під час запуску без додаткової плати. Клієнти AT&T, які підписалися на їхні тарифні плани Інтернету, ТБ і бездротового зв'язку найвищого рівня, також мали змогу отримати HBO Max безкоштовно, тоді як користувачі планів нижчого рівня — отримати безкоштовну пробну версію від одного місяця до одного року. Існуючі передплатники HBO Now, які виставляли рахунки безпосередньо через HBO, також перейшли на HBO Max під час запуску без додаткової плати. 27 квітня 2020 року було оголошено про угоду для підписників HBO Now через Apple (як підписки в програмі, так і Apple TV Channels) щодо переходу на HBO Max. Контент із HBO Max відображається в застосунку Apple TV разом із спеціальним центром HBO Max у застосунку. На пристроях Apple TV HBO Max доступний для звичайного Apple TV четвертого покоління та Apple TV 4K п'ятого та шостого поколінь; попередні версії, які не підтримують завантаження програм сторонніх розробників, не підтримуються.
Згодом WarnerMedia домовилася з іншими провайдерами платного телебачення про подібні домовленості. 20 лютого 2020 року WarnerMedia оголосила про дистрибутивну угоду з YouTube TV, яка дозволить учасникам додавати HBO та Cinemax, а також мати можливість включати HBO Max як доповнення. 15 квітня 2020 року WarnerMedia оголосила про аналогічну угоду з Charter Communications (яка у травні 2016 року придбала колишній кабельний підрозділ Warner після того, як він був виділений у 2009 році) для Spectrum, щоб надати доступ до HBO Max для передплатників HBO через їхні облікові дані TV Everywhere.Подібну угоду було оголошено з Hulu 1 травня для більшості існуючих передплатників через Hulu + Live TV,  вона доступна як доповнення до всіх інших планів Hulu. 20 травня 2020 року було оголошено, що WarnerMedia уклала угоди про розповсюдження з Altice, Cox Communications, Xbox, Samsung, PlayStation, Verizon Communications і National Cable Television Cooperative (NCTC). Угоду з Comcast (для Xfinity) було оголошено через кілька годин після запуску платформи. HBO Max також доступний на Xfinity Flex і Cox Contour Stream Player.
Найвідомішими платформами, які не уклали угоди про розміщення HBO Max на момент запуску, були Amazon (виробник пристроїв Fire TV і Fire HD) і Roku, які разом, за оцінками, контролюють 70% ринку потокових плеєрів у США. На обох платформах вміст HBO, не пов'язаний з HBO Max, залишався доступним, як зазвичай, на відповідних платформах каналів компаній та/або через HBO Now (який 31 липня 2020 року було перейменовано на «HBO» без приставки до назви), поки розроблялися угоди щодо HBO Max. 13 травня 2020 року Джон Стенкі, генеральний директор AT&T, розповів Variety, що Amazon навряд чи стане партнером для запуску HBO Max; сторони залишилися в глухому куті після запуску, як повідомляється, через розбіжності щодо того, чи може Amazon розміщувати додаткові програми Max безпосередньо на своїй платформі Amazon Prime Video Channels, як це робить для HBO. 16 листопада 2020 року було оголошено, що WarnerMedia та Amazon досягли угоди про те, щоб HBO Max був доступний на пристроях Fire TV і Fire Tablet, починаючи з наступного дня, а також дозволив передплатникам HBO через Prime Video Channels доступ до програми HBO Max без додаткових витрат (хоча додаткові програми Max не будуть розміщені на платформі Prime Video Channels). Повідомлялося, що суперечка з Roku залежить від комісійних за трансляцію та продаж реклами на майбутньому рівні із підтримкою реклами. 16 грудня 2020 року було оголошено, що WarnerMedia та Roku досягли угоди про те, щоб HBO Max був доступний на пристроях Roku, починаючи з наступного дня, а також дозволив абонентам HBO через канали Roku отримати доступ до сервісу HBO Max без додаткової плати (хоча додаткові програми Max все ще не будуть розміщені на платформі Roku Channels); навпаки, пульти дистанційного керування Roku за останні п'ять років, які містили кнопку швидкого доступу до HBO Now, тепер спрямовують глядачів безпосередньо до HBO Max. Dish Network також була помилково згадана як сторона що чинить опір в деяких повідомленнях ЗМІ; З кінця 2018 року HBO взагалі не був доступний в Dish через окрему суперечку. 29 липня 2021 року WarnerMedia та Dish оголосили, що досягли згоди щодо вирішення суперечки та відновлення HBO у супутниковій службі Dish, а також пропонування доступу до HBO Max абонентам HBO через Dish без додаткової оплати.
Існували плани щодо HBO Max запровадити рівень із підтримкою реклами до 2021 року, та AT&T пізніше під час свого заходу на День інвестора 12 березня 2021 року оголосила, що цей рівень буде запущено в червні того ж року. Оригінальні програми HBO залишаться без реклами для передплатників цього рівня, але рівень не надаватиме доступу до прем'єр у той же день. Пізніше WarnerMedia оголосила під час попередньої презентації 2021 року 19 травня, що рівень із підтримкою реклами буде запущено протягом першого тижня червня за ціною 9,99 доларів США на місяць. Цей рівень було запущено 3 червня, а також додалась річна опція для обох рівнів (ціна 99,99 доларів США на рік для рівня з підтримкою реклами та 149,99 доларів США на рік для рівня без реклами).

### Міжнародна експансія
Локалізовані версії HBO Max запущено 29 червня 2021 року в Латинській Америці та Карибському басейні, 26 жовтня 2021 року в Андоррі, Іспанії та скандинавських країнах (за винятком Ісландії), а також 8 березня 2022 року в Центральній та Східній Європі і Португалії, частково шляхом перетворення існуючих потокових служб, якими керує HBO на деяких із цих ринків, на платформу HBO Max. Тим часом деякі оригінальні програми HBO Max стали доступними на існуючих міжнародних платформах WarnerMedia, включаючи HBO Asia. Європейські запуски HBO Max супроводжувалися помітною акцією, яка пропонувала 50% знижку «на все життя» для нових абонентів, за умови збереження їхньої підписки.
В інших країнах оригінальні програми HBO та/або Max надаються стороннім мережам і потоковим послугам як ліцензування за довгостроковими угодами. У цих випадках Max залишає окремим правовласникам право вирішувати, чи пропонувати свої програми на умовах OTT. Обсяг і тривалість угод залежить від країни; не всі мережі, які передають програми HBO, також передають програми HBO Max, а в деяких випадках окремі програми передаються різними службами.
Наприкінці 2019 року WarnerMedia заявила, що поки що планує продовжити існуюче міжнародне ліцензійне партнерство HBO. Однак у рамках подальшої реструктуризації WarnerMedia, оголошеної в серпні 2020 року, президент WarnerMedia Джейсон Кілар сказав, що HBO Max розширить свою сферу діяльності по всьому світу. Пізніше того ж року керівник операційного відділу Енді Форсселл зазначив, що компанія остаточно планує запустити HBO Max у 190 країнах, але терміни для більшості решти країн ще не визначено.
Після злиття WarnerMedia з Discovery, Inc. у квітні 2022 року, Warner Bros. Discovery вирішила припинити міжнародну експансію HBO Max на користь заміни існуючої послуги (наприклад, HBO Go в Азійсько-Тихоокеанському регіоні) на Max, а натомість продовжити ліцензування свого вмісту іншим міжнародним дистриб'юторам, таким як Amedia TV, Sky Europe і Foxtel на ринках, де HBO Max недоступний, намагаючись досягти фінансової стабільності для компанії.
Плани розширення HBO Max в Австралії відновилися у 2025 році Turkey, та у пострадянських державах  і очікується, що вони продовжаться у 2026 році для регіонів, де працює Sky Europe, хоча сервіс і раніше продовжував розширюватися, але у вигляді додаткового центру VOD для існуючих операторів платного телебачення в таких країнах, як Нова Зеландія, Японія та Греція.

### Латинська Америка і Карибський басейн
HBO Max був запущений 29 червня 2021 року на 39 територіях Латинської Америки та Карибського басейну, де HBO вже безпосередньо керувала своїм потоковим сервісом HBO Go та телеканалами преміум-класу. HBO Max у Латинській Америці та Карибському басейні було перейменовано на Max 27 лютого 2024 року, перш ніж 9 липня 2025 року він знову повернувся до глобального формату HBO Max.

### Канада
HBO Max не працює в Канаді; права на більшість оригінальних програм Max, вироблених Warner Bros. або її дочірніми компаніями, у рамках відповідної ліцензійної угоди перебувають у власності Bell Media, дочірній компанії Bell Canada, яка розповсюджує їх через свій OTT-сервіс Crave, а також свої англомовні та франкомовні платні телевізійні сервіси Crave та Super Écran (які самі по собі включають доступ до OTT-версії Crave через облікові дані TV Everywhere). Угоду вперше було оголошено у 2019 році, вона також поновлювала існуючі права Crave на прем'єрний показ програм HBO (Bell керує канадським каналом HBO як мультиплексом Crave) та права на одноразовий показ релізів Warner Bros. Pictures. Це не включає права на серіали, створені для сервісу сторонніми студіями. Угоду востаннє було поновлено у 2024 році на невизначений термін.
Угода з Bell виключила деякі молодіжні, сімейні та анімаційні програми Max, які Corus Entertainment часто транслювала для своїх спеціалізованих каналів, таких як Cartoon Network, Treehouse та Adult Swim (у зв'язку з давньою угодою компанії з Cartoon Network про виробництво).

### Європа

#### Велика Британія, Ірландія, Німеччина, Швейцарія, Австрія та Італія
Згідно з довгостроковою угодою до 2024 року між HBO та Sky Group (Comcast), Sky керує Sky Atlantic, яка транслює більшість програм HBO. Sky Atlantic доступний у Великій Британії, Ірландії, Німеччині, Швейцарії, Австрії та Італії. У лютому 2011 року Sky Atlantic запустив роботу на платформах Sky у Великій Британії та Ірландії, яка підтримує угоду про дистрибуцію з HBO, щоб пропонувати більшість своїх програм на каналі. Відповідно до п'ятирічної угоди між HBO та Sky новіші програми HBO транслюватимуться на Sky Atlantic, а потім на інших телеканалах у Великій Британії та Ірландії. До 2011 року TG4 в Ірландії мала довгострокову угоду про безкоштовне транслювання програм HBO, яка припинила свою дію після створення Sky Atlantic. У багатьох інших країнах Max ліцензував ексклюзивні права на свої програми телевізійним мережам, що належать третім особам, зокрема Sky Atlantic у Великій Британії. У березні 2021 року WarnerMedia підтвердила, що HBO Max не запускатиметься у Великій Британії, Ірландії, Німеччині, Швейцарії, Австрії та Італії раніше 2025 року через наявну угоду про програмування HBO із Sky Group, яка була оновлена у 2019 році, але не включає автоматично програми HBO Max, створені сторонніми компаніями або Warner Bros. Television.
9 грудня 2024 року Warner Bros. Discovery та Sky оголосили про абсолютно нове неексклюзивне партнерство з пакетного продажу у Великій Британії та Ірландії, де очікується запуск Max у середині 2025 року. Після запуску клієнти Sky отримають доступ до версії Max з рекламою без додаткової плати.

#### Північні країни та Іспанія
15 серпня 2012 року HBO оголосив про плани запустити HBO Nordic, багатоплатформену послугу розповсюдження відео, яка обслуговує Норвегію, Данію, Швецію та Фінляндію і була створена через спільне підприємство з Parsifal International. Сервіс відео за запитом був запущений у грудні 2012 року. В Іспанії програми HBO раніше транслювалися на платному телеканалі Canal+, починаючи з 2011 року. У 2016 році, під час припинення брендингу Canal+ в Іспанії, HBO запустив окрему послугу потокового передавання під назвою HBO España, яка є іспанським еквівалентом HBO Now і HBO Nordic. HBO Europe неодноразово заявляв, що вони не знали, що збираються замінити свою поточну послугу на HBO Max, і що їхні тарифи не будуть підвищені. Однак у грудні 2020 року керівник HBO Max Енді Форсселл повідомив, що всі послуги HBO в Європі, включаючи HBO España та HBO Nordic, будуть замінені на HBO Max. 26 жовтня 2021 року HBO Max було запущено в скандинавських країнах (за винятком Ісландії), а також в Іспанії та Андоррі.
Починаючи з 2024 року, програми HBO Max почали інтегруватися як частина дорожчих пакетів іспанського телевізійного сервісу Movistar Plus+, і всі програми сервісу стали доступними на Movistar Plus+ до квітня 2024 року. Ребрендинг на Max набув чинності 21 травня 2024 року. 17 вересня 2024 року на Movistar Plus+ було запущено лінійний телеканал під назвою Max Avances, призначений для трансляції контенту HBO та Max. Після перейменування HBO Max канал було перейменовано на HBO Max Avances.
Програми HBO також транслюються в Ісландії на Stöð 2 з 2014 року, і залишаються там доступними навіть після запуску HBO Max в інших скандинавських країнах. Повноцінний запуск сервісу на території Ісландії відбувся 22 липня 2025 року.

#### Країни Центральної та Східної Європи і Португалія
У 2010-х роках HBO Europe запустив стримінговий сервіс HBO Go в 13 країнах Центральної та Східної Європи. Програми HBO в Португалії раніше транслювалися на преміальному телевізійному каналі TVSéries через сервіси TVCine з 2015 року. У 2019 році, менше ніж за рік до припинення роботи TVSéries, HBO Europe запустив окремий сервіс потокового передавання під назвою HBO Portugal. У жовтні 2021 року було оголошено про плани запровадити HBO Max у певних країнах Східної Європи, де HBO Go не було, наприклад у Туреччині та Греції, але згодом, після створення Warner Bros. Discovery ці плани були припинені через ліцензування Vodafone TV у Греції та різноманітних телеоператорів у Туреччині, включаючи Digiturk, натомість отримавши права на різні програми HBO та Max. Подібно до скандинавських країн та Іспанії, HBO Max було запущено в Португалії та Центральній і Східній Європі 8 березня 2022 року, замінивши HBO Portugal і HBO Go.
Ребрендинг на Max набув чинності 21 травня 2024 року, за винятком Польщі, де він відбувся 11 червня. Ребрендинг Max у Польщі також надав можливість транслювати в прямому ефірі всі лінійні телевізійні мережі TVN Warner Bros. Discovery в рамках спортивного доповнення Sports, окрім Cinemax 1 та Cinemax 2. Тим часом польські користувачі, які не підписалися на додатковий тариф, зможуть дивитися прямі трансляції лише трьох каналів HBO в Польщі та безкоштовної мережі TVN.

#### Франція
13 листопада 2008 року Orange запустив Orange Cinéma Séries (перейменований на OCS у 2012 році), п'ятиканальний пакет, присвячений фільмам і серіалам. Того ж року OCS підписала довгострокову угоду з HBO. 10 жовтня 2013 року вони запустили канал OCS City (спочатку називався Génération HBO), щоб транслювати лише продукти HBO. Каталог HBO також був доступний для потокової трансляції на їхньому потоковому сервісі. З 2019 по 2023 рік OCS мав повну ексклюзивність у каталозі HBO у Франції. До цього інші канали, такі як Canal+, Canal+ Séries або NT1, могли транслювати повтори вибраних серіалів HBO після їх оригінального показу на OCS. Однак OCS не мав прав на каталог Max. Угода завершилася в грудні 2022 року, а з січня 2023 року оригінальні проєкти HBO залишили OCS.
У жовтні 2021 року колишній керівник Canal+ Віра Пелтекян була призначена віце-президентом і головним редактором оригінальних програм HBO Max для Франції. Запуск HBO Max у Франції був призначений на 2023 рік, але був скасований після того, як злиття Warner Bros. Discovery зупинило глобальне впровадження HBO Max, щоб запустити Max. Тим часом Canal+, TF1 Group і Warner TV транслюють добірку створених Warner Bros. живих серіалів Max Original, певні фільми та спеціальні події. Програми, які не належать Warner Bros. (наприклад, Любовне життя від Lionsgate), були ліцензовані окремо для інших французьких мовників.
У жовтні 2022 року Amazon Prime Video підписала угоду з Warner Bros. Discovery для розповсюдження програм HBO Max, що належать Warner Bros., у Франції. У січні 2023 року було оголошено, що угоду було поширено на всі види виробництва HBO після закінчення терміну дії угод з OCS щодо виробництва HBO, а також на лінійні телеканали Warner Bros. Discovery після закінчення угоди з Canal+ щодо їх трансляції. Весь цей контент був доступний на сервісі через канал за передплатою Le Pass Warner («Warner Pass»), запущений 16 березня 2023 року. Вибрані програми (як-от Останні з нас, Миротворець, Милі ошуканки: Первородний гріх та Сексуальне життя студенток) були випущені без підписки на канал протягом обмеженого часу. Warner Pass було видалено з сервісу після запуску Max у Франції, а його передплатники автоматично переведені на підписку Max.
Сервіс було запущено під назвою Max у Франції 11 червня 2024 року. У Франції сервіс також включає доступ до французьких лінійних телеканалів Warner Bros. Discovery (Warner TV, Warner TV Next та інших), подібно до пропозиції сервісу в Польщі, а також можливість підписатися на спортивну послугу, який включає різні спортивні події в прямому етері та доступ до лінійних каналів Eurosport. Під час літніх Олімпійських ігор 2024 року сервіс транслював подію разом із France Télévisions та висвітлював її для всіх передплатників, навіть тих, хто не мав спортивного сервісу. Тарифний план без реклами також доступний як канал на основі підписки на інших сервісах, таких як Amazon Prime Video або Canal+.

#### Нідерланди та Бельгія

Сервіс Max запустився у Нідерландах та Бельгії під колишньою назвою HBO Max із логотипом що поєднав у собі оновлений стиль Max та приставку HBO

Оновлений логотип сервісу що використовувався в Бельгії та Нідерландах до глобального перезапуску Max як HBO Max в 2025 році

9 лютого 2012 року HBO Netherlands було засновано як спільне підприємство між HBO та голландським кабельним оператором Ziggo. HBO Netherlands транслювався як триканальний мультиплекс, а також пропонував передплатникам локалізовану версію HBO Go. HBO Netherlands не обмежувався абонентами Ziggo, натомість багато нідерландських кабельних операторів пропонували HBO Netherlands. Однак 28 вересня 2016 року канал HBO Netherlands оголосив про припинення діяльності 31 грудня 2016 року. Того ж дня було оголошено, що Ziggo купив ексклюзивні права на програмування HBO. 1 листопада 2016 року було оголошено, що з січня 2017 року Ziggo пропонуватиме програми HBO ексклюзивно як частину нової послуги «Фільми та серіали». У вересні 2021 року повідомлялося, що права Ziggo на програмування HBO закінчуються наприкінці року. Ziggo підтвердив, що його права на програмування HBO закінчуються 1 січня 2022 року в результаті того, що WarnerMedia запустила HBO Max у Нідерландах у 2022 році. Однак деякі нещодавно випущені сезони залишаться в сервісі «Фільми та серіали».
1 лютого 2022 року було офіційно оголошено дату запуску — 8 березня 2022 року.
У Бельгії програми HBO та Max транслювалися через операторів платного телебачення BeTV та Streamz (Telenet).
Ребрендинг Max у Нідерландах відбувся 11 червня 2024 року разом із м'яким запуском у Бельгії, перед його повним запуском 1 липня, але назва HBO Max збереглася через конфлікти торгових марок з Omroep MAX, членом голландської системи суспільного мовлення, а також VRT MAX, стримінговою платформою VRT.

#### Туреччина та Греція
Плани щодо впровадження HBO Max у деяких країнах Східної Європи, де HBO Go був відсутній, таких як Туреччина та Греція, були оголошені в жовтні 2021 року, але пізніше, після створення Warner Bros. Discovery ці плани були зупинені, а права на різні програми HBO та Max отримали Vodafone TV у Греції та різні телевізійні оператори в Туреччині, включаючи Digiturk та Go3 і Telia у балтійських країнах замість цього отримання прав на різні програми HBO та Max.
6 грудня 2023 року WBD повністю придбала турецький потоковий сервіс BluTV, а 4 березня 2025 року було оголошено, що BluTV буде перезапущено під назвою Max 15 квітня 2025 року в рамках глобальної стратегії консолідації стримінгу WBD.
У Греції пропозицію, що була представлена у Vodafone TV, було перезапущено під назвою Max 20 лютого 2025 року. Тепер весь контент Max доступний у всіх телевізійних пакетах Vodafone Greece.

#### Албанія, Ісландія, Кіпр, Мальта та пострадянські країни
У липні 2021 року компанія Amedia TV уклала угоду із WarnerMedia на вибраний контент HBO Max ексклюзивно для онлайн-сервісу Amediateka та користувачам підписки Amediateka на партнерських сервісах від серпня того ж року в Росії, СНД, Україні та Грузії. Контент був доступний на платформах Megogo, OLL.TV, DIVAN.TV, sweet.tv та Kyivstar Go TV.
У вересні 2023 року компанія Megogo оголосила про заключення угоди з WBD на показ повної бібліотеки телемережі HBO та оригінальних програм сервісу Max в Азербайджані, Вірменії, Казахстані, Киргизстані, Таджикистані, Туркменістані та Узбекистані і ексклюзивно в Україні до кінця 2025 року.
Наприкінці серпня 2024 року компанія Київстар оголосила про поповнення бібліотеки Київстар ТБ серіалами від НВО за ліцензією WBD, каталог сервісу поповнився зокрема оригінальними програми Max Бортпровідниця, Миротворець, Пліткарка виробництва Warner Bros. Television. Приблизно тоді ж без оголошення до медіатеки сервісу sweet.tv повернусь деякі оригінальні серіали HBO та Max, зокрема Вартові.
У червні 2025 року компанія Megogo повідомила про укладення нової угоди на доступ до обраного контенту сервісу HBO Max для українських глядачів, включно з серіалами та шоу від Warner Bros. Pictures, DC Studios, HBO, Discovery Channel, TLC та інших студій.
14 липня 2025 року Cablenet оголосив про розширення свого стратегічного партнерства з WBD, як перший місцевий партнер на Кіпрі, який пропонуватиме клієнтам повний доступ до каталогу контенту HBO Max через офіційний застосунок HBO Max у тарифних планах підписки на Cablenet з 22 липня 2025 року.
22 липня 2025 року сервіс запустився у Албанії, Вірменії, Естонії, Ісландії, Грузії, Казахстані, Кіпрі, Киргизстані, Латвії, Литві, Мальті та Таджикистані, а всі анонси та оновлення розміщуються у соціальних медіа @HBOMaxEurope.

#### Австралія та Нова Зеландія
Fox Showcase, австралійський телевізійний сервіс преміум-класу, почав транслювати оригінальні програми HBO у 2012 році завдяки ліцензійній угоді про розповсюдження з провайдером передплатного телебачення Foxtel. До цього обмежений вміст HBO транслювався через неіснуючу Movie Network, яку заснували HBO (через Time Warner), Village Roadshow, Metro-Goldwyn-Mayer і Disney–ABC International Television. Оригінальні програми HBO також доступні за запитом через служби Foxtel Now і Binge. Sky Movies у Новій Зеландії спочатку діяв як спільне підприємство між HBO та Sky Network Television. У 1993 році канал був перейменований на HBO; пізніше Time Warner продала свою частку в сервісі Sky у 1998 році, і він був перейменований назад у Sky Movies. Програми HBO наразі показує канал SoHo та його передплатний потоковий сервіс Neon в Новій Зеландії. Угоди з деякими іншими партнерами, включаючи Foxtel в Австралії та Sky у Новій Зеландії, які включають значну частину оригінальних програм HBO Max, і були погоджені або оновлені між 2019 і 2021 роками.

### Азіатсько-Тихоокеанський регіон

#### Австралія та Нова Зеландія
Fox Showcase, австралійська телевізійна служба преміум-класу, почала транслювати оригінальні програми HBO у 2012 році завдяки ліцензійній угоді про розповсюдження з провайдером передплатного телебачення Foxtel. До цього обмежений вміст HBO транслювався через неіснуючу Movie Network, яку заснували HBO (через Time Warner), Village Roadshow, Metro-Goldwyn-Mayer і Disney–ABC International Television. Оригінальні серіали HBO також доступні за запитом через служби Foxtel Now і Binge. Sky Movies у Новій Зеландії спочатку діяв як спільне підприємство між HBO та Sky Network Television. У 1993 році канал був перейменований на HBO; пізніше Time Warner продала свою частку в сервісі Sky у 1998 році, і він був перейменований назад у Sky Movies. Програми HBO наразі показує канал SoHo та його передплатний потоковий сервіс Neon у Новій Зеландії. Угоди з деякими іншими партнерами, включаючи Foxtel в Австралії та Sky в Новій Зеландії, які включають значну частину оригінальних програм HBO Max, були погоджені або оновлені між 2019 і 2021 роками.
У лютому 2023 року Foxtel і WBD відновили партнерство, завдяки чому вміст HBO та Warner Bros. став доступний на платних телеканалах Foxtel, а також у потокових сервісах Foxtel Now і Binge. Однак у прес-релізі WBD президент та керуючий директор у Західній частині Тихого океану Джеймс Гіббонс сказав, що оновлена угода з Foxtel «також надає додаткові можливості для майбутньої співпраці, включно з нашим майбутнім потоковим сервісом», можливо, натякаючи на плани запуску Max в Австралії у майбутньому. В середині жовтня 2024 року WBD та Sky New Zealand підписали нову партнерську угоду, яка дозволить Sky залишатися ексклюзивним дистриб'ютором контенту HBO та Max в Новій Зеландії з 30 жовтня 2024 року. Згідно з угодою, Sky New Zealand розміщуватиме Max як хаб на своїх платформах Sky Box, Sky Pod та Sky Go, а також на своєму стримінговому сервісі Neon. Канал SoHo також буде оновлено як лінійний канал HBO з оригінальним контентом HBO.
25 лютого 2025 року WBD оголосила, що Max буде запущено як окремий сервіс в Австралії 31 березня 2025 року. Foxtel та Binge втратять доступ до більшості серіалів HBO та Max Originals, але абонентам Foxtel буде надано тарифний план «Базовий з рекламою» без додаткової оплати, якщо вони мають сумісний телевізор Foxtel IQ.

#### Південно-Східна Азія, Індія, Гонконг і Тайвань
У червні 2021 року WarnerMedia призначив керуючого директора для запуску HBO Max на восьми територіях Південно-Східної Азії та вивчення можливостей запуску HBO Max на ринку Індії.
Warner Bros. Discovery India вирішила провести прем'єру своїх оригінальних програм HBO Max, включно з їхніми оригінальними фільмами, на Amazon Prime Video та на Disney+ Hotstar (до 2023 року) завдяки попередньо укладеній угоді в 2016 році. Пізніше 1 травня 2023 року він переїхав до JioCinema компанії Viacom18. 14 лютого 2025 року JioCinema об'єднався з Disney+ Hotstar, утворивши JioHotstar, який об'єднує контент HBO, що раніше транслювався на JioCinema.
Пізніше плани щодо запуску HBO Max у Південно-Східній Азії були скасовані. Натомість, 19 листопада 2024 року він був запущений під назвою Max у Малайзії, Індонезії, Таїланді, Сінгапурі, Філіппінах, Гонконзі та Тайвані, замінивши сервіси HBO Go Asia.

#### Японія
У Японії U-Next досягла угоди про трансляцію оригінальних програм HBO та HBO Max у Японії, починаючи з 1 квітня 2021 року. Це замінило попередню угоду між HBO та Amazon Prime Video Japan. Цю угоду між WBD та U-Next було поновлено у березні 2023 року, що зробило стримінговий сервіс домівкою для контенту HBO в країні за «багаторічною» угодою між ними. 18 вересня 2024 року WBD підписала ексклюзивну партнерську угоду з U-Next. Угода дозволить Max запускатися в системі U-Next, яка містить бібліотеку з понад 2500 творів та 16 000 епізодів від 8 брендів, включаючи HBO, Max Originals, Harry Potter, DC, Warner Bros., Cartoon Network, Discovery Channel та Animal Planet. Офіційно запущено 25 вересня 2024 року.

### Близький Схід і Північна Африка
Наразі OSN транслює контент HBO у 22 країнах Близького Сходу та Північної Африки на своїх лінійних каналах, а також на потоковій службі OSN+. Ексклюзивну багаторічну ліцензійну угоду було оновлено в березні 2023 року, що означає, що запуск Max у цьому регіоні найближчим часом малоймовірний.

## Запуск
| Країна/територія              | Запуск як HBO Max                                               | Запуск як Max                                  |
| ----------------------------- | --------------------------------------------------------------- | ---------------------------------------------- |
| Сполучені Штати Америки       | 27 травня 2020                                                  | 23 травня 2023                                 |
| Ангілья                       | 29 червня 2021                                                  | 27 лютого 2024                                 |
| Антигуа і Барбуда             | 29 червня 2021                                                  | 27 лютого 2024                                 |
| Аргентина                     | 29 червня 2021                                                  | 27 лютого 2024                                 |
| Аруба                         | 29 червня 2021                                                  | 27 лютого 2024                                 |
| Багамські Острови             | 29 червня 2021                                                  | 27 лютого 2024                                 |
| Барбадос                      | 29 червня 2021                                                  | 27 лютого 2024                                 |
| Беліз                         | 29 червня 2021                                                  | 27 лютого 2024                                 |
| Болівія                       | 29 червня 2021                                                  | 27 лютого 2024                                 |
| Бразилія                      | 29 червня 2021                                                  | 27 лютого 2024                                 |
| Британські Віргінські Острови | 29 червня 2021                                                  | 27 лютого 2024                                 |
| Кайманові Острови             | 29 червня 2021                                                  | 27 лютого 2024                                 |
| Чилі                          | 29 червня 2021                                                  | 27 лютого 2024                                 |
| Колумбія                      | 29 червня 2021                                                  | 27 лютого 2024                                 |
| Коста-Рика                    | 29 червня 2021                                                  | 27 лютого 2024                                 |
| Кюрасао                       | 29 червня 2021                                                  | 27 лютого 2024                                 |
| Домініканська Республіка      | 29 червня 2021                                                  | 27 лютого 2024                                 |
| Домініканська Республіка      | 29 червня 2021                                                  | 27 лютого 2024                                 |
| Еквадор                       | 29 червня 2021                                                  | 27 лютого 2024                                 |
| Сальвадор                     | 29 червня 2021                                                  | 27 лютого 2024                                 |
| Гренада                       | 29 червня 2021                                                  | 27 лютого 2024                                 |
| Гватемала                     | 29 червня 2021                                                  | 27 лютого 2024                                 |
| Гаяна                         | 29 червня 2021                                                  | 27 лютого 2024                                 |
| Гаїті                         | 29 червня 2021                                                  | 27 лютого 2024                                 |
| Гондурас                      | 29 червня 2021                                                  | 27 лютого 2024                                 |
| Ямайка                        | 29 червня 2021                                                  | 27 лютого 2024                                 |
| Мексика                       | 29 червня 2021                                                  | 27 лютого 2024                                 |
| Монтсеррат                    | 29 червня 2021                                                  | 27 лютого 2024                                 |
| Нікарагуа                     | 29 червня 2021                                                  | 27 лютого 2024                                 |
| Панама                        | 29 червня 2021                                                  | 27 лютого 2024                                 |
| Парагвай                      | 29 червня 2021                                                  | 27 лютого 2024                                 |
| Перу                          | 29 червня 2021                                                  | 27 лютого 2024                                 |
| Сент-Кіттс і Невіс            | 29 червня 2021                                                  | 27 лютого 2024                                 |
| Сент-Люсія                    | 29 червня 2021                                                  | 27 лютого 2024                                 |
| Сент-Вінсент і Гренадини      | 29 червня 2021                                                  | 27 лютого 2024                                 |
| Суринам                       | 29 червня 2021                                                  | 27 лютого 2024                                 |
| Тринідад і Тобаго             | 29 червня 2021                                                  | 27 лютого 2024                                 |
| Острови Теркс і Кайкос        | 29 червня 2021                                                  | 27 лютого 2024                                 |
| Уругвай                       | 29 червня 2021                                                  | 27 лютого 2024                                 |
| Венесуела                     | 29 червня 2021                                                  | 27 лютого 2024                                 |
| Андорра                       | 26 жовтня 2021                                                  | 21 травня 2024                                 |
| Данія                         | 26 жовтня 2021                                                  | 21 травня 2024                                 |
| Фінляндія                     | 26 жовтня 2021                                                  | 21 травня 2024                                 |
| Норвегія                      | 26 жовтня 2021                                                  | 21 травня 2024                                 |
| Іспанія                       | 26 жовтня 2021                                                  | 21 травня 2024                                 |
| Швеція                        | 26 жовтня 2021                                                  | 21 травня 2024                                 |
| Боснія і Герцеговина          | 8 березня 2022                                                  | 21 травня 2024                                 |
| Болгарія                      | 8 березня 2022                                                  | 21 травня 2024                                 |
| Хорватія                      | 8 березня 2022                                                  | 21 травня 2024                                 |
| Чехія                         | 8 березня 2022                                                  | 21 травня 2024                                 |
| Угорщина                      | 8 березня 2022                                                  | 21 травня 2024                                 |
| Молдова                       | 8 березня 2022                                                  | 21 травня 2024                                 |
| Чорногорія                    | 8 березня 2022                                                  | 21 травня 2024                                 |
| Північна Македонія            | 8 березня 2022                                                  | 21 травня 2024                                 |
| Португалія                    | 8 березня 2022                                                  | 21 травня 2024                                 |
| Румунія                       | 8 березня 2022                                                  | 21 травня 2024                                 |
| Сербія                        | 8 березня 2022                                                  | 21 травня 2024                                 |
| Словакія                      | 8 березня 2022                                                  | 21 травня 2024                                 |
| Словенія                      | 8 березня 2022                                                  | 21 травня 2024                                 |
| Нідерланди                    | 8 березня 2022                                                  | Н/Д                                            |
| Польща                        | 8 березня 2022                                                  | 11 червня 2024                                 |
| Франція                       | Н/Д                                                             | 11 червня 2024                                 |
| Бельгія                       | 11 червня 2024 (Франкомовно)1 липня 2024 (загальнонаціональний) | Н/Д                                            |
| Японія                        | Н/Д                                                             | 25 вересня 2024 (через U-Next)                 |
| Нова Зеландія                 | Н/Д                                                             | 30 жовтня 2024 (через Sky New Zealand та Neon) |
| Гонконг                       | Н/Д                                                             | 19 листопада 2024                              |
| Індонезія                     | Н/Д                                                             | 19 листопада 2024                              |
| Малайзія                      | Н/Д                                                             | 19 листопада 2024                              |
| Філіппіни                     | Н/Д                                                             | 19 листопада 2024                              |
| Сінгапур                      | Н/Д                                                             | 19 листопада 2024                              |
| Республіка Китай              | Н/Д                                                             | 19 листопада 2024                              |
| Таїланд                       | Н/Д                                                             | 19 листопада 2024                              |
| Греція                        | Н/Д                                                             | 20 лютого 2025 (через Vodafone Greece)         |
| Австралія                     | Н/Д                                                             | 31 березня 2025                                |
| Туреччина                     | Н/Д                                                             | 15 квітня 2025                                 |
| Україна                       | 19 червня 2025 (через Megogo)                                   | Н/Д                                            |
| Кіпр                          | 22 липня 2025 (через Cablenet)                                  | Н/Д                                            |
| Албанія                       | 22 липня 2025                                                   | Н/Д                                            |
| Вірменія                      | 22 липня 2025                                                   | Н/Д                                            |
| Естонія                       | 22 липня 2025                                                   | Н/Д                                            |
| Грузія                        | 22 липня 2025                                                   | Н/Д                                            |
| Ісландія                      | 22 липня 2025                                                   | Н/Д                                            |
| Казахстан                     | 22 липня 2025                                                   | Н/Д                                            |
| Киргизстан                    | 22 липня 2025                                                   | Н/Д                                            |
| Латвія                        | 22 липня 2025                                                   | Н/Д                                            |
| Литва                         | 22 липня 2025                                                   | Н/Д                                            |
| Мальта                        | 22 липня 2025                                                   | Н/Д                                            |
| Таджикистан                   | 22 липня 2025                                                   | Н/Д                                            |
| Австрія                       | січня 2026 (заплановано)                                        | Н/Д                                            |
| Німеччина                     | січня 2026 (заплановано)                                        | Н/Д                                            |
| Ірландія                      | січня 2026 (заплановано)                                        | Н/Д                                            |
| Італія                        | січня 2026 (заплановано)                                        | Н/Д                                            |
| Швейцарія                     | січня 2026 (заплановано)                                        | Н/Д                                            |
| Велика Британія               | січня 2026 (заплановано)                                        | Н/Д                                            |

| Країна/Територія              | Партнер (основні послуги)                     | Термін дії | Примітки        |
| ----------------------------- | --------------------------------------------- | ---------- | --------------- |
| Канада                        | Bell Media (HBO Canada / Crave)               | 2025       | [ 217 ] [ 329 ] |
| Канада                        | Amazon Prime Video (StackTV)                  | 2025       |                 |
| Китай                         | Tencent Video                                 | 2026       | [ 330 ] [ 331 ] |
| Китай                         | Bilibili (тільки фільми)                      | 2026       |                 |
| СНД                           | Amedia TV (Amediateka) / Рестрим Медиа (Wink) | Н/Д        | [ 332 ]         |
| Німеччина Австрія Швейцарія   | Sky Deutschland                               | 2025       | [ 333 ]         |
| Німеччина Австрія Швейцарія   | RTL+                                          | 2025       | [ 334 ]         |
| Індія                         | Disney Star (JioHotstar)                      | 2025       | [ 335 ]         |
| Ірландія                      | Sky Ireland                                   | 2025       | [ 333 ]         |
| Італія                        | Sky Italia                                    | 2025       | [ 333 ]         |
| Середній Схід Північна Африка | OSN (OSN+)                                    | 2025       | [ 336 ]         |
| Південна Корея                | SK Telecom (Wavve)                            | 2026       |                 |
| Південна Корея                | Coupang Play                                  | 2026       | [ 337 ]         |
| Субсахарська Африка           | Showmax                                       | 2026       | [ 338 ]         |
| Україна                       | Megogo                                        | Н/Д        | [ 291 ] [ 70 ]  |
| Україна                       | Київстар ТБ                                   | Н/Д        | [ 292 ]         |
| Україна                       | sweet.tv                                      | Н/Д        |                 |
| Велика Британія               | Sky UK                                        | 2025 рік   | [ 333 ]         |

## Сприйняття

### Як HBO Max
Під час запуску HBO Max неоднозначно сприйняли оглядачі ЗМІ. Діапазон доступного контенту загалом був добре сприйнятий, але багато хто прокоментував ймовірність плутанини з іншими потоковими платформами HBO, які вже застаріли, як-от HBO Go та HBO Now, а також про вищу вартість підписки на цю послугу порівняно з іншими нещодавно запущеними потоковими платформами, такими як Disney+. Телевізійні критики також висловили розчарування тим, що бібліотека оригінальних серіалів (не враховуючи колишній вечірній контент для дорослих) для дочірньої мережі Cinemax спочатку не була доступна на HBO Max, хоча більша частина її продукції надійшла в службу до кінця 2021 року.
У липні 2020 року AT&T оголосила, що HBO Max номінально досяг 26,6 млн передплатників після першого місяця роботи, у тому числі 23,6 мільйони оптових клієнтів, насамперед старих абонентів платного телебачення HBO, які були охоплені новими угодами, які додали доступ до HBO Max без додаткової плати. Однак лише 4.1 млн клієнтів активували свої облікові записи HBO Max до тієї ж дати. Остання цифра була розцінена багатьма оглядачами як розчарування, особливо в світлі Disney+, який досяг 10 мільйонів передплатників протягом дня після запуску; Медіакритик The New York Times Бен Сміт написав, що WarnerMedia «погано зіпсувала» запуск.
Однак керівники AT&T стверджували, що це був «бездоганний запуск», посилаючись на збільшення залучення клієнтів порівняно з HBO Now і загальне зростання загальної кількості підписок на HBO або HBO Max (36,3 млн, проти 34,6 мільйони передплатників HBO або HBO Now на кінець 2019 року), визнаючи, що ще потрібно зробити, щоб переконати існуючих передплатників HBO почати користуватися додатками HBO Max. Керівництво раніше зазначало, що HBO Max починався з іншого місця, ніж інші потокові сервіси, оскільки він розвивався на існуючій базі передплатників HBO, і йому доводилося працювати в рамках обмежень багатьох уже існуючих угод HBO (наприклад, з Amazon і Roku).
У жовтні 2020 року AT&T повідомила, що кількість активованих передплатників HBO Max досягла 8,6 млн. на кінець вересня, а кількість номінальних (кваліфікованих) абонентів досягла 28,7 мільйонів. Загальна кількість підписок на HBO / HBO Max в США також зросла до 28 мільйонів. Після того, як наступного місяця було досягнуто угоди з Amazon (яка, як повідомляється, мала 5 мільйонів передплатників HBO через канали Prime Video), кількість підписників, які відповідають вимогам HBO Max, зросла до понад 33 мільйон. У вересні 2022 року акціонер Warner Bros. Discovery подав до суду на Discovery, стверджуючи, що WarnerMedia завищила кількість передплатників HBO Max, включивши неактивовані підписки в комплекті з послугами AT&T.

### Як Max
Після запуску було зазначено, що Max об'єднав режисерів і сценаристів для своїх фільмів і телесеріалів під єдиною назвою «творці». Гільдія режисерів Америки та Гільдія сценаристів Західної Америки засудили цей крок на тлі триваючого страйку Гільдії письменників Америки у 2023 році. Max оголосив, що вони виправлять титри, погоджуючись із обуренням гільдій щодо належного титрування для його творців, зазначивши, що змінені титри були результатом «недогляду під час технічного переходу» з HBO Max на Max. Deadline Hollywood повідомив, що консолідація стала результатом того, що ІТ-відділи WBD створили «catch all» для того, щоб титри були на місці для запуску, і щоб керівники, які могли втрутитися, не знали про єдине титрування, поки не виник дискурс онлайн після запуску. Крім того, повідомлялося, що на виправлення знадобляться «тижні», враховуючи, що сервісу потрібно буде внести зміни на кожній платформі. Заслуга буде пізніше фіксована, починаючи з кінця червня.

## Нотатки
1. ↑  Президент і генеральний директор Warner Bros. Discovery.
2. ↑  Генеральний директор і голова Home Box Office.
3. ↑  Програмне забезпечення HBO Max поставляється на платформи цифрової дистрибуції компанією WarnerMedia Global Digital Services, LLC, в той час як  за ліцензування й дистрибуцію контенту по всьому світу та регулювання використання платформи в зоні обслуговування США відповідальна WarnerMedia Direct, LLC[2], у зоні обслуговування EMEA відповідальні Discovery Communications Benelux B.V., HBO Nordic AB або HBO Europe s.r.o., а в зоні обслуговування LATAM відповідальна WarnerMedia Direct Latin America, LLC або одна з їхніх відповідних дочірніх компаній чи афілійованих осіб.
4. ↑  У той час AT&T була власником тодішньої материнської компанії HBO — WarnerMedia.
5. ↑  Лише в кількох країнах, хоча права на повторний показ належать PBS Kids та YouTube Kids.
6. ↑  За збігом обставин Bell Canada раніше належала материнській компанії WarnerMedia AT&T у 2018–2022 роках до 1975 року; однак відносини Bell з HBO передували придбанню AT&T WarnerMedia. Bell Media та її попередники також мали окреме партнерство з Discovery, Inc., яке охоплювало Discovery Channel Canada та пов'язані послуги, починаючи з 1995 року, до злиття, яке сформувало WBD.
7. ↑  Сервіс повернувся до свого початкового брендингу «HBO Max» 9 липня 2025 року.
8. ↑  Включно із територіями Американського Самоа, Гуаму, Північних Маріанських островів, Пуерто-Рико та Американських Віргінських островів.
9. ↑  Включно з Фарерськими островами та Гренландії.
10. ↑  Включно з Аландськими островами.
11. ↑  Включно із територіями Шпіцберген та Ян-Маєн.
12. ↑  Сервіс було перезапущено під оригінальною назвою HBO Max у Нідерландах 11 червня 2024 року[316][317][318].
13. ↑  Запуску HBO Max у Бельгії передував ранній передзапуск 11 червня 2024 року, з контентом лише французькою та англійською мовами.
14. ↑  Сервіс запустився під оригінальною назвою HBO Max у Бельгії 1 липня 2024 року.
15. ↑  Партнерство Bell охоплює канадські права на створені Warner Bros. серіали Max Original і певні фільми. Вибрані програми були ліцензовані окремо для інших канадських мовників, включаючи більшість анімаційних програм для Corus Entertainment[328].
16. ↑  Сюди не входять оригінальні програми Max, що належать Warner Bros. і ліцензовані BBC і ITV. Більшість оригінальних програм Max, які не належать Warner Bros., ліцензуються окремо для інших мовників і платформ Великої Британії.